# Celyphus levis
Celyphus levis är en tvåvingeart som först beskrevs av Osten Sacken 1881.  Celyphus levis ingår i släktet Celyphus och familjen Celyphidae. Inga underarter finns listade i Catalogue of Life.